# Portsmouth

Localização de Portsmouth em Hampshire.

Portomua (Portsmouth) [ˈpɔərtsməθ] é uma cidade portuária do condado de Hampshire, na Inglaterra. Localiza-se no sul do país. A sua aglomeração urbana conta com 735 mil habitantes, incluindo a vizinha cidade de Southampton.
A cidade foi por muitos anos uma base da Marinha Real Britânica.
Portsmouth, conhecida popularmente como Pompey, ou Portomua em português, localiza-se na ilha Portsea, frente à ilha de Wight no Solent, estreito no Canal da Mancha, que por sua vez forma a ria natural de Portsmouth Harbour, formação favorável para o refúgio e atividades marítimas que moldaram a história da cidade.

## Etimologia
A origem do nome Portsmouth é controversa. Uma lenda popular afirma que ele vem da "boca do porto" (o porto original de Portchester, anteriormente conhecido como Portus Adurni). A outra hipótese principal é que o nome deriva de um capitão chamado "Port" (um antigo nome comum em inglês), combinado com a palavra anglo-saxônica mutha. A cidade também é conhecida pelo apelido Pompey, cujo significado é igualmente desconhecido, embora existam várias teorias: a teoria mais amplamente aceita é que o nome deriva de "Po'm.P.", uma contração de Portsmouth Point, um nome encontrado em registros navais.

## Portuária
Portsmouth deixou de ser um porto militar há poucos anos, mas caiu como um estaleiro principal e base para a Marina Real Britânica (Royal Navy). Existe um porto comercial que se conecta ao continente para transporte de pessoas e mercadorias. A empresa Brittany Ferries conecta Portsmouth com a cidade de Santander, especificamente na Estação Marítima de Santander, que se encontra em frente aos Jardins de Pereda e à sede do Banco de Santander, através da balsa Pont Aven, com uma frequência semanal. Por outro lado, a empresa P&O Ferries oferece a cada 3 dias um serviço de ferri entre a cidade e o Porto de Bilbao, em Santurce.

## Turismo
A maioria das atrações turísticas de Portsmouth está relacionada com sua história naval, entre elas: o museu do Dia-D e o astillero onde se encontram os barcos HMS Victory, os restos de Mary Rose, HMS Warrior e o Museu da Marina Real britânica Royal Naval Museum.

## Geografia
A cidade de Portsmouth está localizada na costa nordeste do Solent, na Ilha de Portsea (separada do resto da Inglaterra pelo Riacho de Portsbridge), entre o Porto de Portsmouth a oeste e o Porto de Langstone a leste, e de frente para a Ilha de Wight.
Southampton, a noroeste, é a cidade grande mais próxima de Portsmouth.
Fundada em uma ilha, Portsmouth oferece um porto natural que a tornou seu principal interesse histórico. A ilha foi praticamente desabitada até o século XII. No entanto, o início do século XV viu o desenvolvimento de uma base naval. A oeste deste porto fica Gosport.
Portsmouth é uma das únicas cidades insulares do Reino Unido, e o espaço limitado para um grande número de habitantes faz dela o segundo lugar mais densamente povoado de todo o Reino Unido depois do centro de Londres.
O norte da ilha é separado das terras inglesas por um estreito canal que dá à ilha a aparência de uma península e o horizonte, ainda no lado norte, é marcado pela colina de Portsdown.

## Demografia
Portsmouth é a segunda cidade mais densamente povoada do Reino Unido, depois de Londres. No censo de 2021, a cidade tinha 208.100 residentes. A cidade costumava ser ainda mais densamente povoada, com o censo de 1951 mostrando uma população de 233.545. Em uma reversão dessa diminuição, sua população tem aumentado gradualmente desde a década de 1990. Com cerca de 860.000 residentes, South Hampshire é a quinta maior área urbana da Inglaterra e a maior do sudeste da Inglaterra fora de Londres; é o centro de uma das áreas metropolitanas mais populosas do Reino Unido.
A cidade é predominantemente branca (85,3% da população). No entanto, a longa associação de Portsmouth com a Marinha Real garante alguma diversidade. Algumas comunidades não brancas grandes e bem estabelecidas têm suas raízes na Marinha Real, particularmente a comunidade chinesa de Hong Kong britânica. A longa história industrial de Portsmouth com a Marinha Real atraiu muitas pessoas de todas as Ilhas Britânicas (particularmente católicos irlandeses) para suas fábricas e docas. De acordo com o censo de 2021, a população de Portsmouth era de 78% britânicos brancos, 6,8% outros brancos, 2,3% bengaleses, 2,6% mestiços, 1,5% indianos, 1,0% chineses, 1,8% outros, 0,5% negros africanos, 0,5% irlandeses brancos, 1,8% outros asiáticos, 0,3% paquistaneses, 2,6% negros caribenhos e 0,4% outros negros.

## Arquitetura

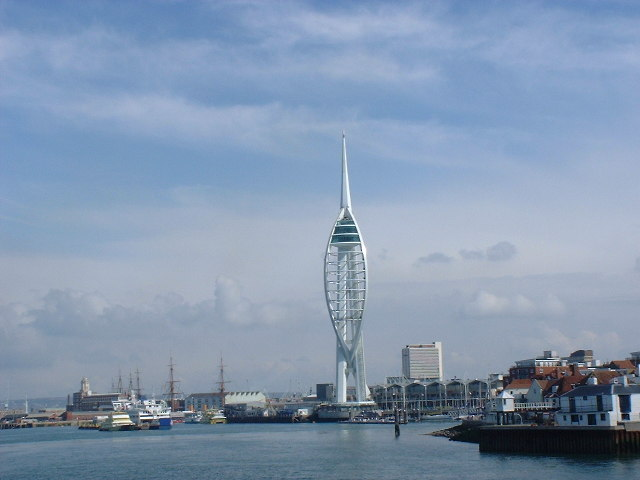
Porto de Porstmouth e a Torre Spinnaker

Em 2005 foi concluída a construção de uma torre de 165 metros de altura chamada Spinnaker Tower, que permite vistas de 100, 105 e 110 metros sobre o nível do mar.
Outras atrações turísticas incluem o local de nascimento de Charles Dickens, o Blue Reef Centre, um zoológico marinho, Cumberland House, um museu de história natural e o castelo Southsea.
É uma das poucas cidades britânicas a ter duas catedrais: a Catedral Anglicana de São Tomás, em Old Portsmouth, e a Catedral Católica de São João Evangelista, na Edinburgh Road. Isso ocorre porque, quando os católicos foram novamente autorizados a estabelecer catedrais no Reino Unido, no século XIX, eles só podiam fazê-lo em locais onde não havia catedral da Igreja da Inglaterra, como Birmingham, Arundel, Southwark, Westminster e Salford. Essa restrição foi posteriormente abolida, como em Liverpool e Bristol. A catedral católica foi consagrada em 1882; anos depois, em 1926, quando Portsmouth alcançou o status de cidade, a Igreja Anglicana de São Tomás também obteve o status de catedral, em detrimento de outras igrejas importantes da cidade, devido à sua importância histórica.

## Educação
A Universidade de Portsmouth é uma universidade pública localizada em Portsmouth. Sua instituição antecessora era conhecida como Instituto Politécnico de Portsmouth de 1969 a 1992. Em 1992, a instituição recebeu o status de universidade por decreto governamental. Suas disciplinas incluem engenharia elétrica, ciência da computação, farmácia, engenharia mecânica, matemática, paleontologia, criminologia, justiça criminal e ciência política. A universidade foi classificada entre as 100 melhores universidades modernas do mundo em abril de 2015.

## Esportes
O principal time de futebol da cidade é o Portsmouth Football Club, que manda as suas partidas no Fratton Park. O Portsmouth FC tem como o seu arquirrival o Southampton Football Club, time da cidade vizinha de Southampton. Os jogos entre as duas equipes são chamados de Dérbi da Costa Sul.

## Administração
A cidade é governada pelo Conselho Municipal de Portsmouth, que atualmente é uma autoridade unitária. Até 1º de abril de 1997, era um distrito de Hampshire. Os limites legalmente definidos de Hampshire, conforme usados para fins de governo local, foram ajustados em 1997 pela Ordem de Mudança Estrutural de Hampshire (Cidades de Portsmouth e Southampton) de 1995. No entanto, para a maioria dos propósitos, como códigos postais, a cidade ainda é considerada parte de Hampshire.

### Cidades-irmãs
- Duisburgo, desde1950
- Régio da Calábria, desde 2012
- Caen, dasde 1987

## Personalidades
Entre as personalidades nascidas em Portsmouth encontram-se Roland Orzabal, co-fundador e compositor da banda britânica de New Wave Tears for Fears, Charles Dickens, que nasceu nesta localidade em 1812, o primeiro-ministro James Callaghan em 1912, o conhecido jornalista e autor Christopher Hitchens e também é a terra de Ray Shulman, um dos criadores da banda de rock progressivo Gentle Giant.

Entre as personalidades residentes, encontram-se nomes como Arthur Conan Doyle, que viveu no bairro de Southsea, frente ao mar, Peter Sellers, que viveu no bairro de Southsea, e H. G. Wells, que também viveu no bairro de Southsea.